# Seznam dílů pořadu Dělníci smrti
Toto je seznam dílů pořadu Dělníci smrti. Internetový pořad Dělníci smrti připravil Jakubem Klingohrem pro internetovou televizi Stream.cz.

## Přehled řad
| Řada | Díly | Premiéra          | Premiéra           |
| Řada | Díly | První díl         | Poslední díl       |
| ---- | ---- | ----------------- | ------------------ |
| 1    | 10   | 15. dubna 2015    | 17. června 2015    |
| 2    | 7    | 6. října 2015     | 25. listopadu 2015 |
| 3    | 5    | 1. listopadu 2016 | 29. listopadu 2016 |

## Přehled dílů

### První řada
| Č. v seriálu | Název            | Autor          | Zveřjnění na internetu |
| ------------ | ---------------- | -------------- | ---------------------- |
| 1            | Krematorium      | Jakub Klingohr | 15. dubna 2015         |
| 2            | Pohřeb do země   | Jakub Klingohr | 22. dubna 2015         |
| 3            | Továrna na rakve | Jakub Klingohr | 28. dubna 2015         |
| 4            | Škola hrobníků   | Jakub Klingohr | 5. května 2015         |
| 5            | Pohřební hudba   | Jakub Klingohr | 12. května 2015        |
| 6            | Kolik stojí smrt | Jakub Klingohr | 20. května 2015        |
| 7            | Poslední přání   | Jakub Klingohr | 27. května 2015        |
| 8            | Les vzpomínek    | Jakub Klingohr | 3. června 2015         |
| 9            | Hospic           | Jakub Klingohr | 9. června 2015         |
| 10           | Cesta domů       | Jakub Klingohr | 17. června 2015        |

### Druhá řada
| Č. v seriálu | Název                                                   | Autor          | Zveřjnění na internetu |
| ------------ | ------------------------------------------------------- | -------------- | ---------------------- |
| 1            | Důstojná smrt bez utrpení                               | Jakub Klingohr | 6. října 2015          |
| 2            | Jak vzdorovat bolesti, když je smrt na dosah            | Jakub Klingohr | 13. října 2015         |
| 3            | Nejtěžší chvíle života: Smíření s nevyléčitelnou nemocí | Jakub Klingohr | 20. října 2015         |
| 4            | Umírání doma                                            | Jakub Klingohr | 4. listopadu 2015      |
| 5            | Pohled na smrt z druhé strany                           | Jakub Klingohr | 10. listopadu 2015     |
| 6            | Kolik stojí umírání                                     | Jakub Klingohr | 17. listopadu 2015     |
| 7            | Mája                                                    | Jakub Klingohr | 25. listopadu 2015     |

### Třetí řada
| Č. v seriálu | Název | Autor          | Zveřjnění na internetu |
| ------------ | --- | -------------- | ---------------------- |
| 1            | Michele – Mrazivý příběh, který obletěl svět                                                               | Jakub Klingohr | 1. listopadu 2016      |
| 2            | Lucie Černá: Nemoc mě vyčerpává, na životě nelpím. Přemýšlela jsem, jak ho spolehlivě ukončit              | Jakub Klingohr | 8. listopadu 2016      |
| 3            | Eliška Fraňková: V 19 letech se jí zhroutil svět. Svůj boj o život vyhrála, teď dodává optimismus ostatním | Jakub Klingohr | 15. listopadu 2016     |
| 4            | Antonín Steiner: Nemůže se hýbat, mluvit ani sám dýchat. Po diagnóze jsem cítil radost, krutá nemoc je dar | Jakub Klingohr | 22. listopadu 2016     |
| 5            | Zákon o eutanázii v Česku? Musí jít ruku v ruce s vyšší dostupností i kvalitou péče o umírající            | Jakub Klingohr | 29. listopadu 2016     |